# 허비 행콕
허버트 제프리 행콕(영어: Herbert Jeffrey Hancock, 1940년 4월 12일 ~ )은 미국의 재즈 음악가, 밴드리더, 작곡가이다. 그는 트럼펫 연주자 도널드 버드의 그룹에서 경력을 시작하였다. 이후 마일스 데이비스 퀸텟에 합류하여 재즈 리듬 섹션의 역할을 재정의하는 데 기여하였고, 포스트밥 사운드의 주요 설계자 중 한 사람이 되었다. 1970년대에 그는 재즈 퓨전, 펑크, 일렉트로 스타일을 실험하며 다양한 신시사이저와 전자 악기를 활용하였다. 이 시기에 그는 가장 잘 알려지고 영향력 있는 음반 중 하나인 《Head Hunters》를 발표하였다.
행콕의 가장 잘 알려진 작곡은 재즈 스탠더드 〈Cantaloupe Island〉, 〈Cantaloupe Island〉, 〈Maiden Voyage〉, 〈Chameleon〉을 비롯해 히트 싱글 〈I Thought It Was You〉와 〈Rockit〉을 포함한다. 그의 2007년 헌정 음반 《River: The Joni Letters》는 1965년 《Getz/Gilberto》에 이어 두 번째로 이 상을 받은 2008년 그래미 어워드 올해의 앨범상을 수상했다.

## 사생활
행콕은 지지 행콕과 50년 이상 결혼했으며, 그는 1968년 8월 31일에 결혼했다. 허비와 지지에는 제시카라는 딸이 있다.

## 음반 목록

### 스튜디오 음반
- Takin' Off (1962)
- My Point of View (1963)
- Inventions & Dimensions (1963)
- Empyrean Isles (1964)
- Maiden Voyage (1965)
- Speak Like a Child (1968)
- The Prisoner (1969)
- Fat Albert Rotunda (1969)
- Mwandishi (1971)
- Crossings (1972)
- Sextant (1973)
- Head Hunters (1973)
- Dedication (1974)
- Thrust (1974)
- Man-Child (1975)
- Secrets (1976)
- Third Plane (1977)
- Herbie Hancock Trio (1977)
- Sunlight (1978)
- Directstep (1979)
- The Piano (1979)
- Feets, Don't Fail Me Now (1979)
- Monster (1980)
- Mr. Hands (1980)
- Magic Windows (1981)
- Herbie Hancock Trio (1982)
- Quartet (1982)
- Lite Me Up (1982)
- Future Shock (1983)
- Sound-System (1984)
- Village Life (1985)
- Perfect Machine (1988)
- A Tribute to Miles (1994)
- Dis Is da Drum (1994)
- The New Standard (1996)
- 1+1 (1997)
- Gershwin's World (1998)
- Future2Future (2001)
- Possibilities (2005)
- River: The Joni Letters (2007)
- The Imagine Project (2010)

## 출연 작품
- 발레리안: 천 개 행성의 도시 - 방위상 역
- 슈윙! 블루 노트 레코드 스토리 - 본인 역 (다큐멘터리)